# つなぎスイミングセンター
つなぎスイミングセンターは、かつて岩手県盛岡市繋にあった屋外プール。

## 概要
盛岡市西部に建設された御所ダムの周辺整備事業として建設された県営御所湖広域公園の施設の一つとして1985年（昭和60年）7月に開業。2.2ヘクタールの敷地に水面積延べ3,323平米の5基のプールを備えた。
けんじワールドや県営屋内温水プールの開業による利用客の減少により2004年度（平成16年度）より営業を休止。実質的に2003年（平成15年）が最後の営業となり、施設はそのまま放置された。その後2015年3月に、処分制限期間が2014年3月までに満了になったことから2015年度内に施設撤去し跡地を希望郷いわて国体の臨時駐車場として活用する方針が発表され、2016年春に管理棟と公衆トイレを残し解体が完了した。国体終了後も御所湖まつり等御所湖広域公園でのイベントの際の臨時駐車場として用いられている。

## 施設
- 競泳プール - 900平米、50m×8コース、最大水深1.4m[4]
- 造波プール - 1290平米、最大水深1m、最大波高1m[4]
- 噴水プール - 780平米、最大水深1m、傘型噴水2基[4]
- 幼児プール - 191平米、最大水深40cm[4]
- スライダープール - 162平米、最大水深70cm、50m×高さ30m×3レーン・30m×高さ10m×2レーン[4]
- 管理棟 - 床面積122平米、更衣室ロッカー男女各500基、シャワー室、乾燥室、売店、事務室[4]
- 食堂・売店[4]

## 周辺施設
- つなぎ温泉
- 御所ダム
- 鶯宿温泉
- けんじワールド（屋内プール。1995年(平成7年)営業開始 - 2013年(平成25年)8月25日閉館）